# Каценелинбойген, Арон Иосифович
Арон Иосифович Каценелинбойген (2 сентября 1927, Изяслав, Украинская ССР — 30 июля 2005, Уэст-Ориндж, Нью-Джерси) — советский и американский экономист, философ и публицист. Доктор экономических наук (1966), профессор (ЦЭМИ, 1966; МГУ, 1970; Пенсильванский университет, 1978). Известен в первую очередь работами в области теории принятия решений и системы оптимального функционирования экономики (СОФЭ).

## Биография
Родился 2 сентября 1927 года в Изяславе в семье Иосифа Исааковича Каценелинбойгена, происходившего из раввинского рода, предки которого были коэнами. В 1931 году его семья переехала в Новоград-Волынский Житомирской области, а в 1935 году — в Ростокино (тогда пригород Москвы). Здесь он продолжил начатое в Изяславе обучение в русской школе (до того его единственным языком был идиш). В четырнадцатилетнем возрасте, находясь с матерью — Идой Гершевной Фельдман — в эвакуации в Узбекистане, окончил восьмой класс средней школы и в 1942 году поступил в Самаркандский институт народного хозяйства, а в 1945 году перевёлся в Московский государственный экономический институт, который окончил в 1946 году (в возрасте 19 лет). Оставшись в аспирантуре там же, занимался проблемами организации труда при автоматизации производственных процессов. С 1949 года работал инженером на московском заводе «Калибр».
Первые научные труды опубликовал в 1950 году, в том числе несколько брошюр в картотеке института технико-экономической информации при Госплане СССР («Расчёт нормативов заделов в цехах массово-поточного производства», «Метод расчёта длительности производственного цикла в цехах массово-поточного производства») и первую научную статью в журнале «Вестник машиностроения» (№ 9 за 1950 год). В том же году был уволен с завода «Калибр» и позже принят на работу специалистом по труду на Челябинском заводе измерительных инструментов, а по возвращении в Москву — заместителем начальника ПДБ на завод «Фрезер». В 1951—1956 годах был консультантом в городских библиотеках Москвы, преподавателем ПТУ, младшим научным сотрудником НИИ керамики и Московского авиационного института.
С 1956 года работал в Институте экономики АН СССР, где занимался проблемами экономической эффективности автоматизации. В 1957 году защитил кандидатскую диссертацию на тему «Материальное стимулирование — важнейшее средство дальнейшего повышения производительности труда, улучшения качества и снижения себестоимости продукции», а в 1966 году — докторскую. Руководил отделом комплексных систем в Центральном экономико-математическом институте (ЦЭМИ), с 1970 года — профессор МГУ.
В октябре 1973 года эмигрировал в США, в следующем году присоединился к отделению экономических наук Пенсильванского университета, где в 1978 году стал профессором Уортонской школы бизнеса, а с 1987 года — отделения теории принятия решений. В 1985—1986 годах заведовал кафедрой общественных систем (Department of Social Systems Sciences) этого университета. После выхода на пенсию в 2004 году получил звание эмеритированного профессора (professor emeritus) Уортонской школы бизнеса. Среди прочего, известен разработкой теории предрасположений (англ. Predispositioning Theory). В последние годы жизни опубликовал ряд работ по эволюционным и эстетическим методам в экономике, экономической истории СССР, а также работ мемуарного и публицистического характера на английском и русском языках. Широкой известностью в среде российских экономистов пользовалась его работа «Цветные рынки и советская экономика», где он впервые представил детальный анализ теневой экономики в СССР. Полагал, что теневая экономика является закономерной частью социалистической экономики.

### Семья
- Жена — Евгения Каценелинбойген (урождённая Габина), филолог[19].
  - Сыновья — Григорий Каценелинбойген и художник Александр Каценелинбойген, оба — выпускники Пенсильванского университета[20].

## Основные работы
- Калькулирование себестоимости продукции при автоматизации производства (с К. И. Клименко). Москва: Госфиниздат, 1959.
- Экономическая эффективность комплексной механизации и автоматизации в машиностроении (с К. И. Клименко). Москва: Госпланиздат, 1960.
- Технический прогресс и повышение квалификации рабочих (в монографии «Подъём культурно-технического уровня советского рабочего класса», стр. 75—110). Москва: Соцэкгиз, 1961.
- Об одной экстремальной задаче оперативного планирования (с Л. И. Смоляром). М.: АН СССР, 1961.
- Математические методы в технико-экономических расчётах (с Л. И. Смоляром). М.: АН СССР, 1961. — 256 с.
- Методологические вопросы оптимального планирования социалистической экономики (с Ю. В. Овсиенко и Е. Ю. Фаерманом). М.: ЦЭМИ АН СССР, 1966.
- Основы экономико-математического моделирования (с Ю. В. Овсиенко и Е. Ю. Фаерманом). Серия «Теоретические вопросы оптимального функционирования социалистической экономики». Москва: Знание, 1967.
- Некоторые методологические вопросы оптимального функционирования социалистической экономики (с Ю. В. Овсиенко и Е. Ю. Фаерманом). Новосибирск: ЦЭМИ АН СССР, 1967.
- Оптимальность и товарно-денежные отношения (с И. Л. Лахманом и Ю. В. Овсиенко). Москва, 1969.
- Методологические проблемы управления сложными системами. Серия «Проблемы методологии системного исследования». М.: Мысль, 1970.
- Воспроизводство и экономический оптимум (с С. М. Мовшовичем и Ю. В. Овсиенко). Москва: Наука, 1972.
- Цветные рынки и советская экономика Архивная копия от 23 сентября 2016 на Wayback Machine. 1977. // Журнал «Экономическая теория преступлений и наказаний» № 4
- Россия: проблемы и противоречия (с Петром Межирицким). Приложение к ежегоднику «Побережье». The Coast, 1993. — 87 с.
- Советская политика и экономика. В 3-х книгах. Бенсон (Вермонт): Chalidze Publications, 1988.
- Воспоминания: О Времени. О Людях. О Себе. Schuylkill Haven, PA: Hermitage Publishers, 2007. — 522 p. ISBN 1-55779-160-0 (рус.)

### Книги на английском языке
- L. V. Kantorovich, a scientist and a man. Issue 385 of Discussion paper Wharton School. Department of Economics, University of Pennsylvania, 1977.
- Studies in Soviet economic planning. White Plains (New York): M. E. Sharpe, 1978. 229 p. ISBN 0-87332-112-X
- Soviet Economic Thought and Political Power in the U.S.S.R. Серия: Pergamon policy studies on the Soviet Union and Eastern Europe. Elsevier, 1979. ISBN 978-0-08-022467-1 ISBN 0-08-022467-9
- Movshovich, S. M. (co-author) Ovsienko, Iu. V. (co-author) Basic Economics and Optimality. Seaside: Intersystems Publications, 1987. — 225 p. ISBN 978-0-914105-40-4
- Vertical and Horizontal Mechanisms as a System Phenomenon. Seaside: Intersystems Publications, 1988.
- Selected Topics in Indeterministic Systems. Серия: Systems Inquiry Series. Intersystems Publications, 1989.
- The Soviet Union: Empire, Nation, and System. Transaction Publishers, 1991. — 491 p. ISBN 978-0-88738-332-8 ISBN 0-88738-332-7
- Indeterministic Economics. New York: Praeger Publishers, 1992. ISBN 0-275-94143-4 ISBN 978-0-275-94143-7
- A Trapezoidal Corporation. Wharton School, SEI Center for Advanced Studies in Management, 1995. — 78 p.
- Evolutionary Change: Toward a Systemic Theory of Development and Maldevelopment. Серия: The World Futures General Evolution Studies. CRC Press, 1997. ISBN 90-5699-529-4 ISBN 978-90-5699-529-4
- The Concept of Indeterminism and Its Applications: Economics, Social Systems, Ethics, Artificial Intelligence and Aesthetics (полный текст в сети). Westport: Greenwood Publishing Group, 1997.
- A Conceptual Understanding of Beauty. Серия: Problems in Contemporary Philosophy, том 53. Edwin Mellen Press, 2003. ISBN 0-7734-6718-1 ISBN 978-0-7734-6718-7
- The Soviet Union: 1917—1991. Transaction Publishers, 2009. ISBN 978-1-4128-0870-5